# Marco Fertonani
Marco Fertonani (Gènova, Ligúria, 8 de juliol de 1976) va ser un ciclista italià, professional des del 2002 fins al 2007.
Durant del Tour del Mediterrani de 2007, va donar positiu en un control per Testosterona. Va ser exclòs de l'equip i posteriorment va ser sancionat per dos anys, cosa que va suposar la fi de la seva carrera esportiva.

## Palmarès
- 2004
  - Vencedor d'una etapa a la Volta al llac Qinghai
- 2006
  - Vencedor d'una etapa a la Volta a Castella i Lleó

### Resultats al Giro d'Itàlia
- 2004. 55è de la classificació general
- 2005. Abandona (13a etapa)
- 2006. Abandona (18a etapa)